# 赤坂茉莉華
赤坂 茉莉華（あかさか まりか、1986年7月7日 - ）は、日本の女優。コントロールプロダクション所属。

## 出演

### テレビドラマ
- 時空ミステリー「毒婦・高橋お伝〜時代に翻弄された女〜」（2009年、テレビ朝日） - 再現・高橋お伝 役
- ビター・ブラッド〜最悪で最強の親子刑事〜（2014年、フジテレビ） - ナース 役
- 医龍4-Team Medical Dragon-（2014年、フジテレビ） - L&P病院のナース、オペナース（器械出し、外回り） 役
- ディア・シスター（2014年、フジテレビ） - ナース 役
- 美しき罠〜残花繚乱〜（2015年、TBSテレビ） - ナース 役
- 64（ロクヨン）（2015年、NHK） - 記者 役
- ようこそ、わが家へ（2015年、フジテレビ） - 陶芸教室の生徒・安藤典子 役
- 黒い十人の女 第3話「本妻VSクズ女」（2016年、読売テレビ）
- 警視庁いきもの係 第1話（2017年、フジテレビ） - 女性警察官 役
- 24時間テレビドラマスペシャル『時代をつくった男 阿久悠物語』（2017年、日本テレビ） - 宣弘社社員 役
- ドラマスペシャル 最上の命医2017（2017年、テレビ東京） - 女医 役
- 隣の家族は青く見える（2018年、フジテレビ） - 区役所職員 役
- 99.9-刑事専門弁護士- SEASON II 最終回2時間SP（2018年、TBSテレビ） - 再審請求を審理する裁判官 役
- あなたには帰る家がある（2018年、TBSテレビ） - 中谷美紀の同僚 役
- 絶対零度〜未然犯罪潜入捜査〜（2018年、フジテレビ） - 民間科捜研研究員 役
- ダイアリー（2018年、NHK BSプレミアム） - 看護師 役
- 駐在刑事（2018年、テレビ東京・BSジャパン） - 奥多摩署刑事 役
- 松本清張ドラマスペシャル 疑惑（2019年、テレビ朝日） - 裁判官
- 5夜連続ドラマスペシャル 山崎豊子 白い巨塔（2019年、テレビ朝日） - 看護師 役
- ハラスメントゲーム 秋津VSカトクの女（2020年、テレビ東京） - 記者 役
- 悪魔の弁護人・御子柴礼司 〜贖罪の奏鳴曲〜（2020年、東海テレビ） - 記者 役
- トップナイフ-天才脳外科医の条件-（2020年、日本テレビ） - 看護師 役
- 竜の道 二つの顔の復讐者（2020年、関西テレビ） - 看護師 役
- オー!マイ・ボス!恋は別冊で（2021年、TBSテレビ） - 音羽堂出版MIYAVIの広報担当 役
- 月曜プレミア8『脳科学弁護士 海堂梓 ダウト』（2021年、テレビ東京） - 刑務官 役
- ナイト・ドクター（2021年、フジテレビ） - 看護師 役
- 黒鳥の湖（2021年、WOWOWプライム） - ザイゼンコーポレーション社員 役
- 未来への10カウント（2022年、テレビ朝日） - 松葉台高校教員 役

### ネット配信ドラマ
- Jimmy〜アホみたいなホンマの話〜（2018年、Netflix） - 看護師 役
- ホットママ（2021年、Amazon Prime Video） - 看護師 役
- チャンネル登録お願いします！（2022年、Paravi） - ユーチューバー事務所スタッフ 役

### 映画
- マチネの終わりに（2019年、角川大映スタジオ） - 看護師 役

### 舞台
- 人格障害（2006年）
- グリーンルーム（2006年）
- 米山企画公演 Vol.26『蕎麦切り-人情のぬくもり』（2010年、内幸町ホール）
- 赤塚真人主宰・劇団裏長屋マンションズ公演『8・12〜絆〜2010』（2010年） - 玲奈 役
- CONTROL自主公演『COLOR〜それぞれの風景〜』（2011年、乃木坂コレドシアター）
- THE BAKUMATSU PURE HEART CHRONICLES 〜てら版・幕末純情伝〜（2012年、アトリエフォンテーヌ） - 土方歳三の妻・由枝 役
- 防犯劇『万引き劇〜出来心！あなた次第でやり直せる〜』（2012年）
- 劇団光希 第18回公演『サークル…あなたはだれかのために、誰かがあなたのために』（2013年）
- 劇団光希 第19回本公演『カナタ』（2014年）
- 立体再生ロロネッツ 2014年討ち入り公演『ナーナ☆ガール〜ウェアラブルおばあちゃんの冒険〜』（2014年）
- 劇団光希 第21回公演『BAR アルマ〜うつろいゆく時のなかで、ゆれる想いと変わらぬ心』（2016年）
- TEAM海賊 旗揚げ公演『鬨、唾棄すべき』（2016年）
- 劇団光希 第22回公演『笑顔。（すまいる）〜さざんかの咲く頃に〜』（2017年） - 女医・神林裕子 役
- TEAM海賊 第二回航演『Tepes』（2017年）
- TEAM海賊 第三回航演『the Sky of Justice』（2018年、第30回池袋演劇祭参加作品） - ジャスミン 役
- tYphoon一家 第4回本公演『ナツ。キタル。ホタル。』（2019年） - シズエ 役
- TEAM海賊 第四回航演『アンナは最高の女』（2019年） - 主演・アンナ 役
- 劇団YAX直線 第23回本公演『中洲トレイン -Chu-Shu train-』（2019年） - ゲスト出演
- シアターΧ・演劇企画イロトリドリノハナ 提携公演『明日-1945年8月8日・長崎』（2020年） - 三浦ヤエ 役
- TEAM海賊 第五回航演『SC〜肖像の残滓』（2021年） - 主演・伊東羽美 役
- 演劇企画イロトリドリノハナ vol.4『パレードを待ちながら』（2022年） - ジャネット 役

### ラジオ番組
- 金曜情報局 あそびの時間（すまいるエフエム） - ゲスト出演

### ゲーム
- RPGツクールXPフリーゲーム『Weather Master 〜空と共に歩む者〜』（専門学校デジタルアーツ仙台） - 声優出演・マリア 役[1]